# República de Maryland

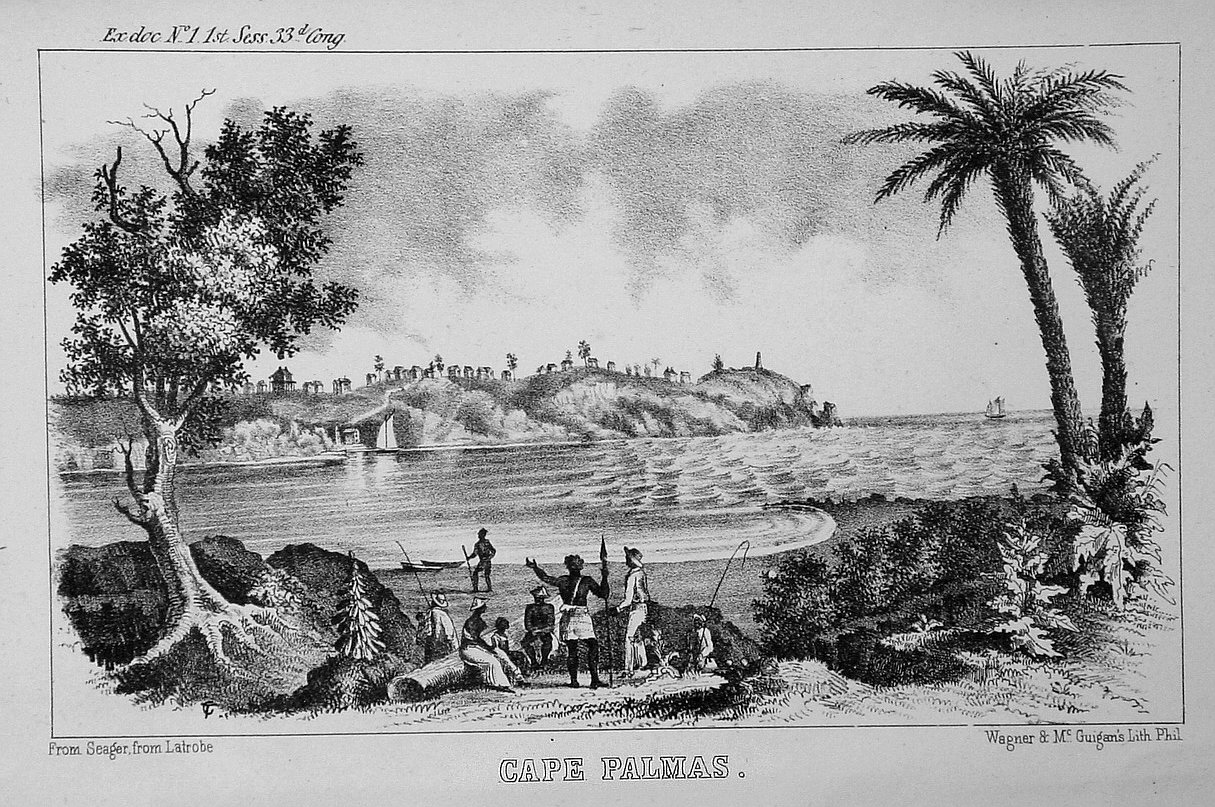
Gravat del cap Palmas, c. 1853

La República de Maryland, també coneguda com a Estat Independent de Maryland, va ser un petit estat africà que va existir des de 1854 fins al 1857 quan es va unir a Libèria. La zona que ocupava va ser habitada per primera vegada el 1834 per esclaus afroamericans alliberats o nascuts en llibertat, procedents primerament de l'estat nord-americà de Maryland, sota els auspicis de la Maryland State Colonization Society. Altres assentaments afroamericans s'havien unit en la Commonwealth de Libèria, la qual va declarar la seva independència el 1847. La colònia de Maryland, a Libèria, es va mantenir apartada en tant que la societat estatal colonitzadora pretenia mantenir el monopoli comercial en aquesta àrea. El 2 de febrer de 1841, Maryland in Àfrica es va convertir en l'estat de Maryland. El país va declarar la seva independència el 29 maig 1854 com a Maryland a Liberia, amb la capital situada a Harper.

## Història

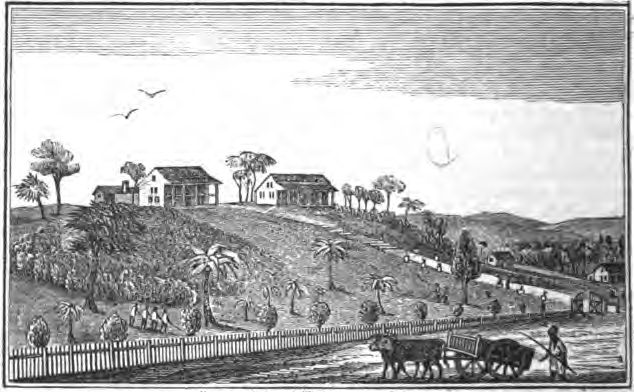
Missió al cap Palmas, c. 1840

El desembre de 1831, l'assemblea legislativa de l'estat de Maryland va aprovar destinar 10.000 $ americans en 26 anys per transportar persones negres i antics esclaus des dels Estats Units a l'Àfrica i amb aquesta finalitat es va establir la Maryland State Colonization Society.
Sent originàriament una sucursal de l'American Colonization Society (Societat Americana de Colonització) que havia fundat Libèria el 1822, la Maryland State Colonization Society va decidir establir un nou assentament pel seu compte per poder acomodar-hi els immigrants. La primera àrea per a l'assentament va ser el cap Palmas el 1834, una mica al sud de Liberia. El cap és una petita península rocosa que es connecta amb terra per un istme sorrenc. Just a l'oest de la península està l'estuari del riu Hoffman. El riu Cavalla arriba al mar uns 21 km després de seguir la costa cap a l'est, marcant el límit geogràfic entre Libèria i Costa d'Ivori. Marca el límit per l'oest del golf de Guinea, segons l'Organització Hidrogràfica Internacional.
El 12 de febrer de 1854, la colònia va adoptar el nom de Maryland d'Africa o Maryland de Libèria, ja que la majoria dels esclaus provenien de l'estat Maryland. El 29 de maig de 1854, va declarar la seva independència, va adoptar el nom de Maryland de Libèria, formalment més coneguda com la República de Maryland, amb capital a Harper.
Ocupava la zona al llarg de la costa entre Gran Cess i el riu sant Pere. Malgrat tot, no sobrevisqué més de tres anys com un estat independent. Poc després de la independència, les tribus locals, incloent els Grebe i els Kru, atacaren l'estat de Maryland en represàlia per la interrupció del tràfic d'esclaus. Incapacitada per a dur a terme la seva pròpia defensa, Maryland va demanar ajuda a Libèria, el seu veí més poderós. Una aliança entre els habitants de Maryland i les tropes de milícia de Libèria va aconseguir vèncer les tribus locals. Tot i la victòria, no va quedar clar que la República de Maryland pogués sobreviure com a estat independent, i el 18 de març de 1857 Maryland va ser annexionada a Libèria, convertint-se en el comtat de Maryland.